# Camila Vitorino
Camila Afecto de Sousa Vitorino Seborro (Setúbal, 16 de janeiro de 1999) é uma modelo e rainha da beleza portuguesa, vencedora do concurso Miss Universo Portugal 2025. Representou Portugal no concurso Miss Universo 2025 no Impact Challenger Hall em Pak Kret, Nonthaburi, Tailândia.
Anteriormente, Vitorino conquistou o título de Miss Queen Portugal 2019.

## Concurso de beleza

### Miss Planet 2017
A 17 de setembro de 2017, Vitorino iniciou a sua carreira em concursos de beleza ao vencer o concurso Miss Planeta 2017, na Geórgia.

### Miss Queen Portugal 2019
A 30 de novembro de 2019, Vitorino representou Setúbal no concurso Miss Queen Portugal 2019, onde conquistou o título de Miss Earth Portugal 2020. Deveria participar no Miss Earth 2020, mas acabou por não competir por motivos profissionais.

### Miss Portugal 2025
A 14 de junho de 2025, Vitorino representou Setúbal no concurso Miss Portugal 2025 e concorreu com mais 30 candidatas em Elvas, onde conquistou o título de Miss Universo Portugal 2025 e foi sucedida por Andreia Correia.

### Miss Universo 2025
A 21 de novembro de 2025, Vitorino representou Portugal no concurso Miss Universo 2025 no Impact Challenger Hall em Pak Kret, Nonthaburi, Tailândia.

## Vida pessoal
Vitorino ficou noivo do namorado de longa data, Diogo Seborro. Casaram em março de 2022. A 6 de julho de 2023, deu à luz um filho.